# ヤンフォリラ圏
ヤンフォリラ圏（ヤンフォリラけん、フランス語: Cercle de Yanfolila）は、マリ共和国の地方行政区画でブグニ州を構成する圏のひとつ。行政の中心地はワッスルー＝バレーのヤンフォリラ（fr:Yanfolila）におかれる。下級単位のコミューンは2009年時点で12団体あり、2009年の統計で人口は211,824人を数える。
これまではシカソ州に属していたが、2023年2月22日の行政区画再編によりブグニ州へ移管された。

## コミューン
ヤンフォリラ圏には2009年時点で以下のコミューンがある。
- バヤ (マリ共和国)（fr:Baya (Mali)）
- ボロ＝フータ（fr:Bolo-Fouta）
- ジャロン＝フーラ（fr:Djallon-Foula）
- ジグイヤ・ド・コロニ（fr:Djiguiya De Koloni）
- グーアナ（fr:Gouanan）
- グーアンディアカ（fr:Gouandiaka）
- クーッサン（fr:Koussan）
- サンカラニ (マリ共和国)（fr:Sankarani (Mali)）
- セレ・ムーッサ・アニ・サムー・ド・シエコロレ（fr:Séré Moussa Ani Samou De Siékorolé）
- タガンドゥーグー（fr:Tagandougou）
- ワッスルー＝バレー（fr:Wassoulou-Ballé）
- ヤーロンコロ＝ソロバ（fr:Yallankoro-Soloba）